# Frateco
Frateco (en esperanto: «fraternidad» o «hermandad») es una asociación cultural aragonesa, dedicada a difundir el esperanto y el ideal esperantista.

## Historia
Frateco tiene más de un siglo de antigüedad como asociación. Fue fundada el 3 de julio de 1908 en Zaragoza a iniciativa de un grupo de esperantistas integrado por Agustín de Montagud, Rafael Benítez y Emilio Gastón Ugarte. En el mismo año de su fundación, se celebró en Zaragoza la Exposición Hispano-Francesa, que le aportó un entorno y contexto internacional.

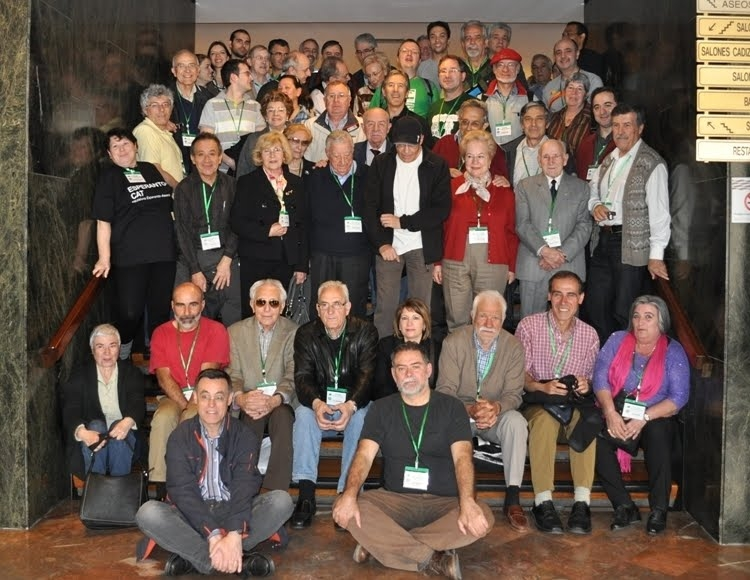
Participantes del 72ºCongreso celebrado en 2013 en Zaragoza y organizado por Frateco

Tras la Primera Guerra Mundial, atendiendo a la propuesta de un grupo esperantista de Austria, Frateco colaboró en el acogimiento en España de 326 niños austriacos en condiciones de necesidad por la postguerra. Esta labor humanitaria fue dirigida por los esperantistas Emilio Gastón (desde Zaragoza, España) y Karl Bartel (desde Austria).
Ha funcionado sin interrupción desde su nacimiento, organizando varios congresos españoles de esperanto (en el ámbito de la Federación Española de Esperanto). El último en 2013.
Como entidad cultural, ha procurado divulgar el ideal esperantista mediante la organización de cursos, conferencias, exposiciones, y seminarios. Dispone de una biblioteca con más de 4.000 volúmenes.

### El esperanto y su autor en las calles de Zaragoza
En 1961 el Ayuntamiento de Zaragoza dedicó una calle al fundador del esperanto a petición de Frateco, aunque figuró el nombre con doble f final: Dr. Zamenhoff. En 2012 se corrigió el error y actualmente figura como calle del Dr. Zamenhof.
En 1995 el Ayuntamiento de Zaragoza, dedicó una plaza céntrica al esperanto, con el nombre de «Glorieta del Esperanto». En 2008, con motivo del centenario de Frateco, el Ayuntamiento autorizó la instalación de un «Monumento al Esperanto», diseñado por el esperantista Jaime Benito Cedo y financiado con aportaciones de socios y simpatizantes.

### Algunos miembros destacados de Frateco
Numerosas personalidades han participado en la vida de Frateco. Cabe destacar al médico Pedro Ramón y Cajal, al abogado Emilio Gastón Ugarte, uno de los fundadores de Frateco, a su nieto Emilio Gastón Sanz, primer Justicia de Aragón en la democracia, al jurista Manuel Maynar Barnolas, al rector de la Universidad de Zaragoza Miguel Sancho Izquierdo, o a Antonio Marco Botella, (autor, entre otras obras, del libro Un siglo de esperanto en Aragón). Su actual presidente, desde 2003, es Lorenzo Noguero.